# Fredrik Drotty
Fredrik Drotty, född 9 augusti 1785 i Linderås socken, död 19 september 1856 i Kristbergs socken, han var en svensk kyrkoherde i Kristbergs församling.

## Biografi
Fredrik Drotty föddes 9 augusti 1785 på Startebo i Linderås socken. Han var son till bonden Anders Göransson och Anna Larsdotter. Familjen flyttade till Drottningstorp i Trehörna socken och senare till Skärlunda i Malexanders socken. Drotty blev höstterminen 1808 student vid Uppsala universitet och 1810 vid Greifswalds universitet, Greifswald. Han blev 7 maj 1811 magister och 14 februari 1815 kollega i Vadstena, tillträde samma år. Drotty prästvigdes 3 september 1815 och blev 29 januari 1817 apologist i Linköping, tillträde samma år. Han blev 27 december 1821 komminister i Sankt Lars församling, Linköping, tillträde direkt och blev 23 juli 1823 kyrkoherde i Kristbergs församling, tillträde 1825. Den 20 mars 1833 blev han prost. Drotty avled 19 september 1856 i Kristbergs socken. En minnesvård visar hans vilorum.
Drotty ägdes Ekeby och Enet i Ekebyborna socken.

### Familj
Drotty gifte sig 10 november 1820 med Eleonora Christina Ahlfort (1796–1874). Hon var dotter till lantbrukaren Erik Andreas Ahlfort och Ingrid Elisabeth Busser på Liljeholmen i Torpa socken. De fick tillsammans sönerna Fredrik Edvard (1821–1907) och Edvard Fredrik (1832–1872).